# OP Prostějov Profashion
Oděvní podnik,a.s., známý též pod názvem OP Prostějov Profashion, byla oděvní firma zabývající se výrobou dámského i pánského formálního i neformálního oblečení. Firma vyráběla sériově i unikátní střihy. Firma působila v moravském městě Prostějov. Byla největší českou textilkou.
Kvůli dluhům, které narostly do výše 1,6 miliardy Kč, byl podnik od 25. ledna 2010 v úpadku řešeném reorganizací. Pokus o reorganizaci a o alespoň částečnou záchranu však nebyl úspěšný a brněnský krajský soud vyhlásil na OP Prostějov 3. května 2010 konkurz. Na konci dubna 2010 bylo propuštěno zhruba 600 z celkových 1500 zaměstnanců. Celý areál oděvního podniku byl prodán za 50 milionů společnosti Astria Group, kterou za tímto účelem založili lidé kolem prostějovské firmy PV RECYKLING, zabývající se recyklací kovů. V březnu 2014 započalo rozebírání 6 šestipatrových budov výrobních hal. Po vytěžení recyklovatelných surovin, zejména kovů a skla, vydala v dubnu 2014 Státní báňská správa povolení k odstřelu. K úspěšnému odstřelu skeletu budov došlo v sobotu 28. června 2014, spotřebovali při tom 2404 neelektrických náloží, 856 elektrických náloží, 1193 kg dynamitu, téměř čtyři a půl tisíce rozbušek a kilometry drátů. Příprava odstřelu trvala 3 měsíce, nabíjení 3 dny. Brzy poté byl odstřelen i komín. Zachována zůstala pouze hlavní budova a přilehlá bývalá kotelna.

## Poloha areálu podniku OP Prostějov
Celý areál OP Prostějov se nacházel na východní straně města v průmyslové zóně.

## Historie a konec
Moderní kořeny firmy sahají mnohem dál než do roku 1964, kdy byl otevřen nový výrobní komplex.
Původní kořeny oděvního podniku sahají do období předválečného Československa, neboť předchůdcem byla firma Oškrkaný a syn. Tato firma byla zestátněna Benešovými dekrety – Označení znárodněného podniku v poř. č. 41, oddílu H vyhlášky č. 1254/1948 Ú.l.I, zní správně: "Oškrkaný a syn, se sídlem v Prostějově". Stejně zní poř. č. 2, oddílu A vyhlášky č. 1374/1948 Ú.l.I., vznik v Lázních Bohdaneč (Vilém Marlé, strojní navinování nití hedvábných a bavlněných cívek a prodej nití Prostějov, 1928 poté Stanislav Oškrkaný, továrna na nitě Prostějov, 1940 Oškrkaný a syn, továrna na nitě Prostějov, 1943) Jana Nehery, Rolný, Sbor, a velká řada středních a menších firem.[zdroj?]

V současnosti je firma ve stadiu výprodeje majetku, poté, co skončila v roce 2009 v insolvenci a konkurzu v roce 2010.

## Fotogalerie

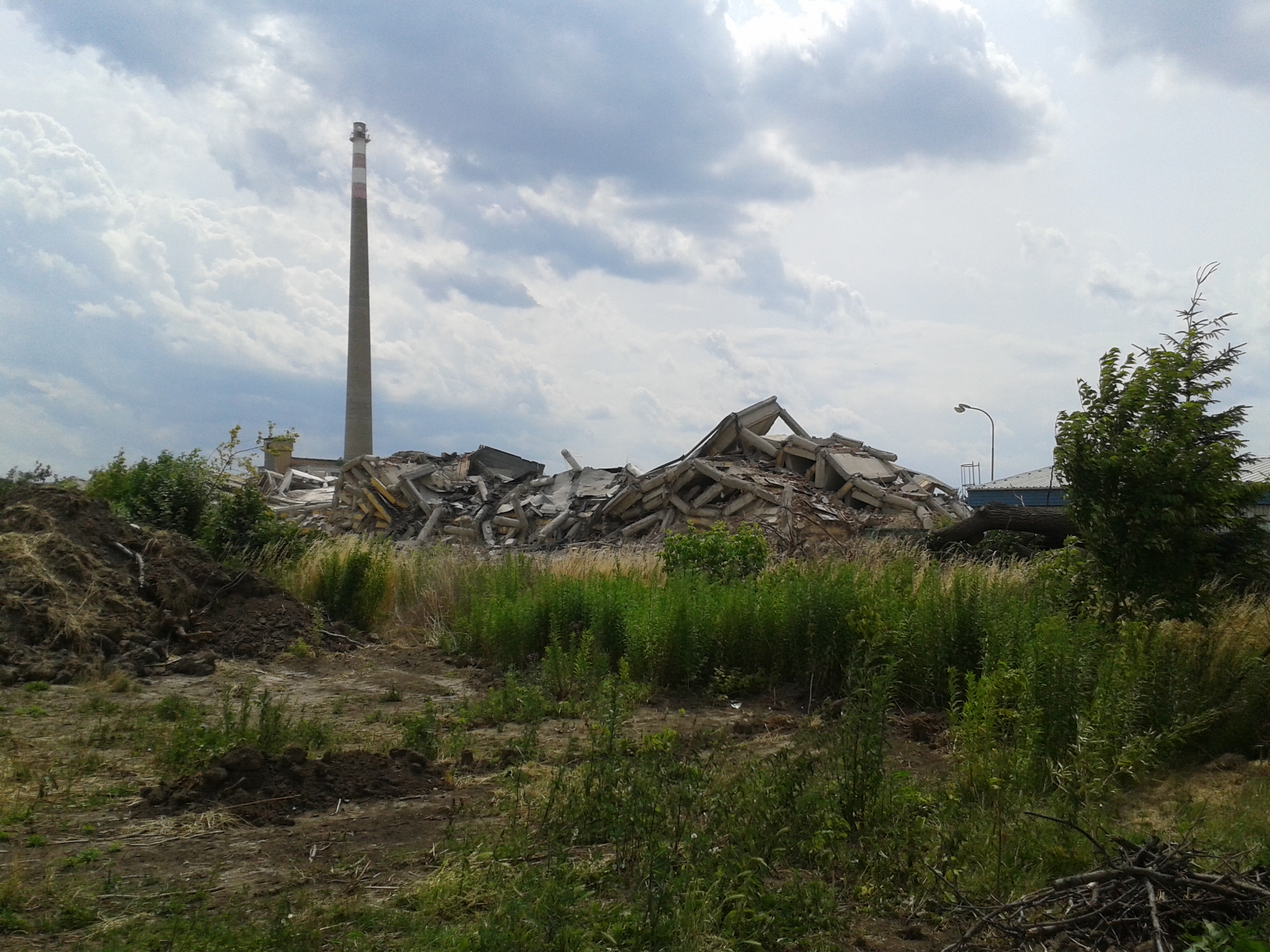
Demolice 28.6.2014
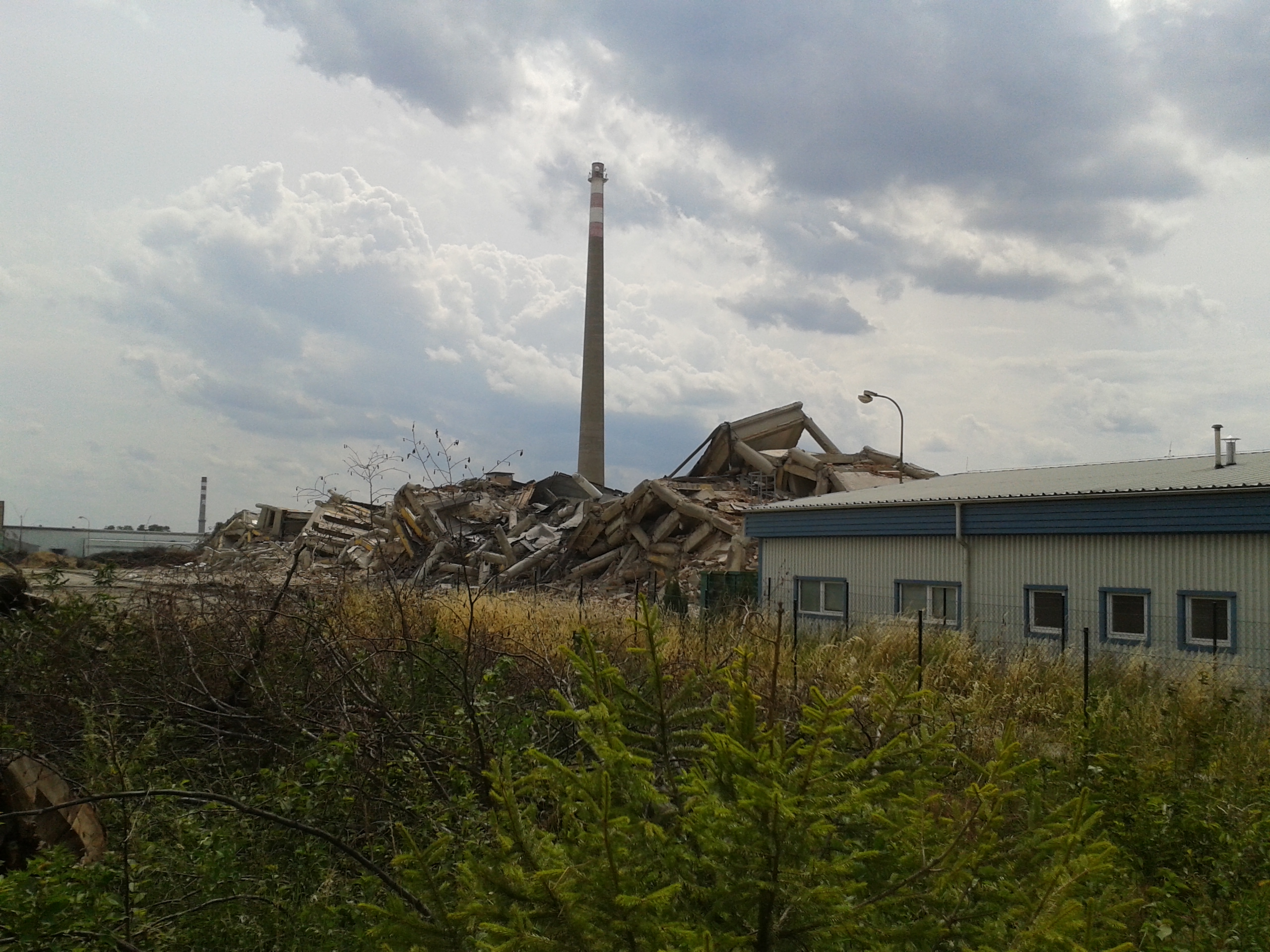
Zbytky budovy po demolici
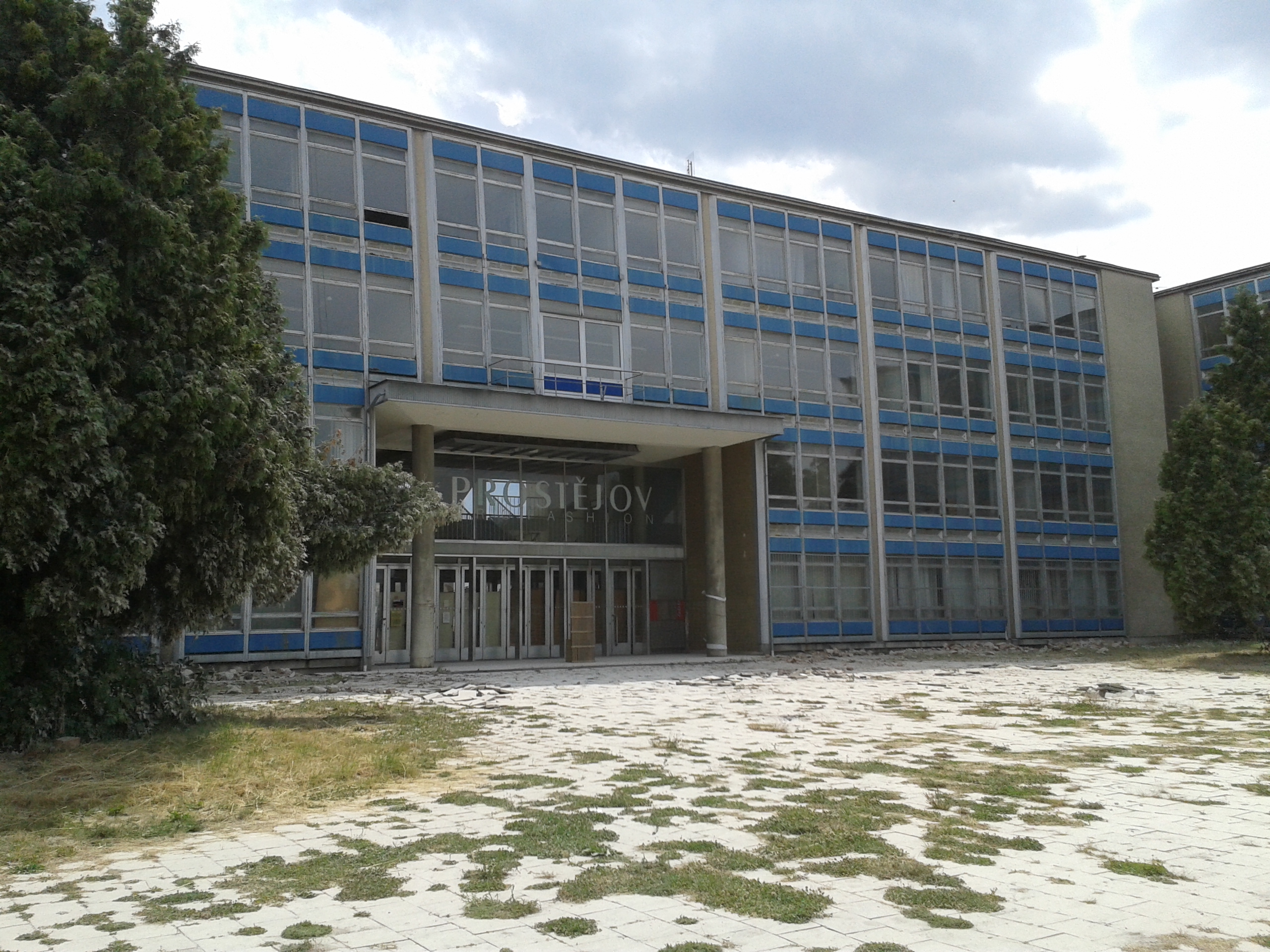
Budova s vrátnicí
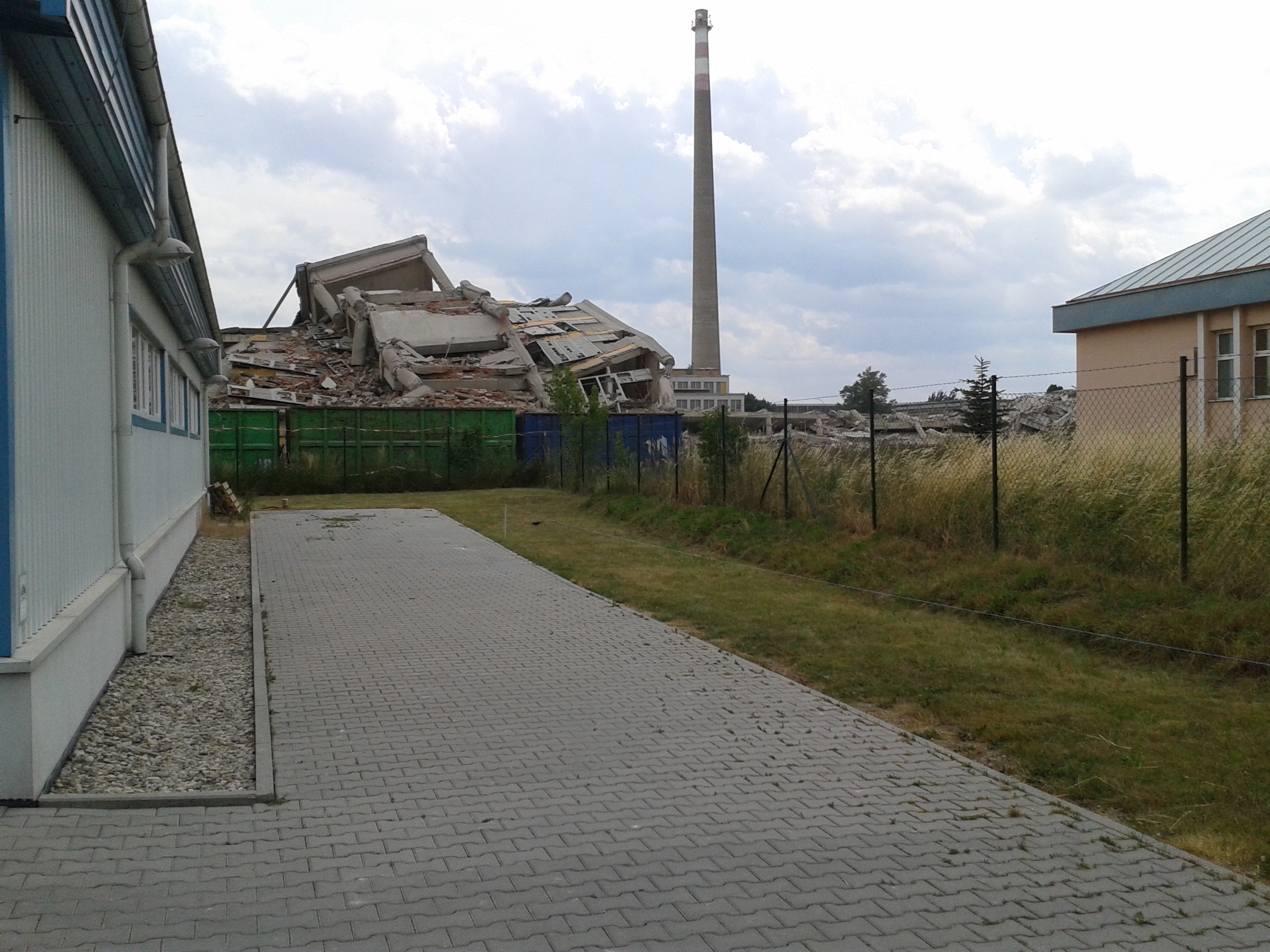
Zbytky budovy